# Chromis enchrysura
Chromis enchrysura är en fiskart som beskrevs av Jordan och Gilbert 1882. Chromis enchrysura ingår i släktet Chromis och familjen Pomacentridae. Inga underarter finns listade i Catalogue of Life.